# Marija Žagar (slavistka)
Marija Žagar, slovenska slavistika, * 23. marec 1921, Jesenice, † 26. junij 1998, Kranj.     
Rodila se je v družini železničarja Janeza in gospodinje Katarine Dolinšek rojene Dolar. 
Na Jesenicah je končala štiri razrede ljudske šole. Nato je na Jesenicah in Kranju obiskovala nižjo gimnazijo ter učiteljišče v Ljubljani in 26. januarja 1941 položila učiteljski diplomski izpit. Po končanem učiteljišču je postala 18. februarja 1941 učiteljica pripravnica na ljudski šoli v Beli Cerkvi. Na svojo željo je bila 1. novembra 1942 premeščena v Livold. Tu je učiteljevala do oktobra 1945. Med narodnoosvobodilno borbo je bila kljub stalnemu policijskemu nadzoru aktivistka Osvobodilne fronte. 9. oktobra 1945 se je preselila v Kranj. Tu je do 15. oktobra 1949 poučevala slovenščino na dekliški osnovni šoli. 15. septembra 1949 je po dveh letih študija na Višji pedagoški šoli v Ljubljani diplomirala iz slovenskega in ruskega jezika. Oktobra 1949 je nastopila službo na sedemletni šoli v Kranju in tam ostala eno leto. V dveh študijskih letih od 1949 do 1951 je na Filozofski fakulteti v Ljubljani študirala slovenščino in humanistiko. V šolskem letu 1950/1951 je poučevala slovenščino na II. Gimnaziji naslednje leto pa na III. Gimnaziji v Kranju. Od leta 1952 do upokojitve 31. avgusta 1978 pa je bila profesorica slovenščine na Gimnaziji Kranj. Kratko obdobje je bila tudi honorarna lektorica pri kranjskem časopisu Gorenjski glas.
Marija Žagar je z organizacijo literarnih dogodkov na gimnaziji, v domači hiši in na vikendu na Uskovnici svojim dijakom omogočila neposredno srečevanje s književniki. Njeno delo je pomembno zaznamovalo tridesetletno prijateljstvo s tržaškim pisateljem Borisom Pahorjem. Prispevala je k nastajanju njegovih del in jih tudi lektorirala. Med drugim je pregledala tekst Nekropole, preden ga je predložil založniku. Za svoje uspešno pedagoško leto je 23. aprila 1976, ob 165-letnici ustanovitve gimnazije v Kranju, prejela posebno priznanje. Po njenem dopisovanju s Pahorjem je leta 2010 nastala knjiga Sončna ura : pisemska korespondenca Borisa Pahorja in Marije Žagar (1961-1996) (COBISS), ki jo je uredila in opombe napisala Urška Perenič.